# Nachfolgeplanung
Nachfolgeplanung ist ein Instrument des Personalwesens und hat zum Ziel, die Nachfolge von Führungspositionen meist auf höheren Managementebenen sicherzustellen.
Frühe Formen der Nachfolgeplanung umfassten im Wesentlichen Listen potenzieller Nachfolger für bestimmte Positionen.
Moderne Formen der Nachfolgeplanung bzw. des Nachfolge Management bestehen aus einer Reihe aufeinander aufbauender Maßnahmen. Hierzu gehört zunächst die Identifikation von Schlüsselpositionen. Mit Hilfe der Risikoeinschätzung wird versucht, pro Schlüsselposition die Wahrscheinlichkeit abzuschätzen, mit welcher sie in einem bestimmten Zeitraum (aufgrund von Fluktuation, Berentung o. Ä.) vakant werden könnte. Im Rahmen einer internen Talentidentifikation werden Mitarbeiter identifiziert, die langfristig das Potenzial besitzen, Schlüsselpositionen erfolgreich ausfüllen zu können. Die hierbei identifizierten Kandidaten werden sodann im Rahmen gezielter Personalentwicklungsmaßnahmen auf Schlüsselpositionen vorbereitet.
Moderne Ansätze umfassen ein noch weiteres Spektrum von Maßnahmen. Insofern werden Ideen der Nachfolgeplanung heute zunehmend im Kontext eines modernen Talentmanagement berücksichtigt.